# Ahmetli (Denizli)

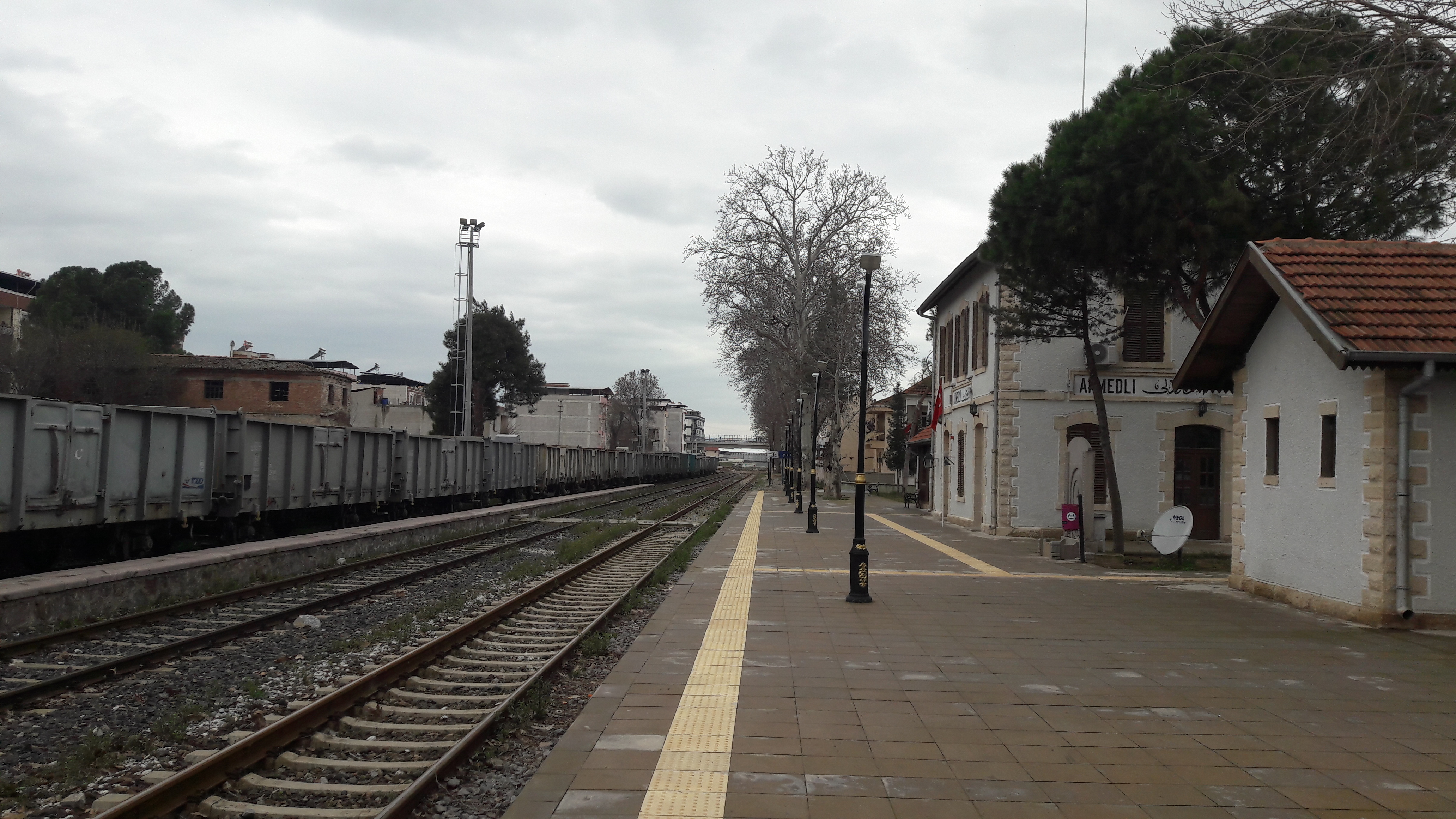
Ahmetli, Bahnhof (2019)

Ahmetli ist eine Kleinstadt im Landkreis Sarayköy der türkischen Provinz Denizli. Ahmetli liegt etwa 34 km nordwestlich der Provinzhauptstadt Denizli und 10 km nordöstlich von Sarayköy. Ahmetli hatte laut der letzten Volkszählung 709 Einwohner (Stand Ende Dezember 2010).
Das Verwaltungsgebiet von Ahmetli gliedert sich in zwei Stadtteile, Atatürk Mahallesi und Cumhuriyet Mahallesi, die jeweils von einem Muhtar verwaltet werden.